# 酸模芒属
酸模芒属（学名：Centotheca）是禾本科下的一个属，为直立、多年生草本植物。该属共有约4种，分布于亚洲、非洲和大洋洲的热带地区。